# Saint-Julien-le-Châtel
Saint-Julien-le-Châtel település Franciaországban, Creuse megyében. Lakosainak száma 150 fő (2022. január 1.). Saint-Julien-le-Châtel Le Chauchet, Peyrat-la-Nonière, Pierrefitte, Saint-Chabrais és Saint-Loup községekkel határos.

## Népesség
A település népessége az elmúlt években az alábbi módon változott:
| Lakosok száma | 279  | 190  | 174  | 169  | 155  | 147  | 143  | 142  | 141  | 150  |
|               | 1968 | 1982 | 1990 | 2006 | 2013 | 2015 | 2017 | 2019 | 2020 | 2022 |